# Candeias (Bahia)
Candeias é um município brasileiro do estado da Bahia localizado na Região Metropolitana de Salvador bem como na região do Recôncavo Baiano, localizada há cerca de 46 km da Capital.

## História
As origens de Candeias remontam ao século XVI, quando a região que hoje faz parte do município, abrigava importantes sesmarias, que são terrenos que os reis de Portugal cediam aos novos povoadores. A região abrigava os engenhos de Caboto, Pitanga e Freguesia. O nome do então distrito faz referência ao culto a Nossa Senhora das Candeias, e ainda pelo fato de que a região era rica em uma madeira de nome Candeia. Nas proximidades do Engenho da Freguesia, estabeleceu-se a comunidade do Caboto, região praieira da localidade, de onde a cana de açúcar era transportada para o porto da capital.[carece de fontes?]
Já em meados do século XX, a notícia de um milagre faz do então Arraial de Nossa Senhora das Candeias um local de romaria. De acordo com a crença popular, uma criança cega teria voltado a enxergar depois banhar os olhos nas águas da fonte próxima à colina onde se localiza a igreja. A romaria iniciada ali tem força até hoje, quando é realizada em janeiro a festa de Nossa Senhora das Candeias.[carece de fontes?]
Em 1941, de Candeias saiu o primeiro poço comercial de Petróleo do Brasil. O local receberia anos depois a visita do então presidente Getúlio Vargas. O progresso oriundo da descoberta do petróleo foi fundamental para a emancipação da cidade. E em 1958, enfim Candeias deixaria de ser um distrito de Salvador para ganhar sua emancipação política.

## Economia
Com o décimo maior PIB do estado da Bahia, suas maiores atividades econômicas giram em torno de um consolidado parque industrial, um dos mais importantes portos do Brasil, o Porto de Aratu, além de fazer parte do Centro Industrial de Aratu, e estar próxima a segunda maior refinaria do país, a Refinaria Landulfo Alves - Mataripe (RLAM).

## Geografia
Localiza-se a uma latitude 12º40'04" sul e a uma longitude 38º33'02" oeste, estando a uma altitude de 97 metros. Sua população estimada pelo IBGE em 2017 era de 89 707 habitantes. Possui uma área de 265,555 km².

### Hidrografia
Sua bacia hidrográfica é composta pelos rios: Joanes, São Francisco, São Paulo, Imbiruçu, Jacarecanga.

### Rodovias
Fica a beira da BR-324 e se liga com a mesma pela BA-522, bem pela BA-523 via São Sebastião do Passé e Madre de Deus.

### Ferrovias
Situa-se às margens da Linha Tronco da Viação Férrea Federal Leste Brasileiro, via Santo Amaro e Simões Filho. A linha férrea encontra-se concedida à Ferrovia Centro-Atlântica.

## Bairros e Distritos

### Sede
- Centro

1. Triângulo
2. Pça. Dr. Gualberto
3. Rua da Igreja
4. Pça. Santa Dulce
5. Central de Abastecimento
6. Rua das Fontes
7. Santa Rita

- Malembá
  1. Conjunto Santa Cruz
  2. Malembá de Baixo (Boca do Lobo)
  3. Fonte da Bica
  4. Areal
  5. Ladeira do Cruzeiro
  6. Buraco Doce
- Santo Antônio
  1. Alto da Capelinha
  2. Azteca
  3. Recanto
  4. San Matins
  5. Escorregadeira
  6. Malhadinha
- Nova Candeias
  1. São Francisco
  2. Osso
  3. Saboaria
- Sarandy
- Areia
- Bairro da Paz (Matacavalo)
- Urbis I
- Urbis II
- Santa Clara (Aldeia)
- Nova Brasília
- Pitanga
- Nossa Senhora das Candeias III
- Maria Quitéria (Bregão)
- Dom Avelar

### Distrítos
- Passé
  1. Querente
  2. Rio do Cunha
  3. Roça Grande
  4. Mucunga
  5. Gamboa
  6. Restinga
  7. Caeira
- Caboto
- Caroba
  1. Caroba de Baixo
- Fazenda Mamão
- Fazenda Madeira
- Passagem dos Teixeiras
- Menino Jesus (Cova de Defunto)
- Ouro Negro
- Nossa Senhora das Candeias I
- Nossa Senhora das Candeias II
- Posto Sanca
- Pasto de Fora
- Canta Galo
- Colônia Landulpho Alves
- Boca da Mata
- Pitinga
- Pindoba
- Rosário
- Massuim

## Turismo

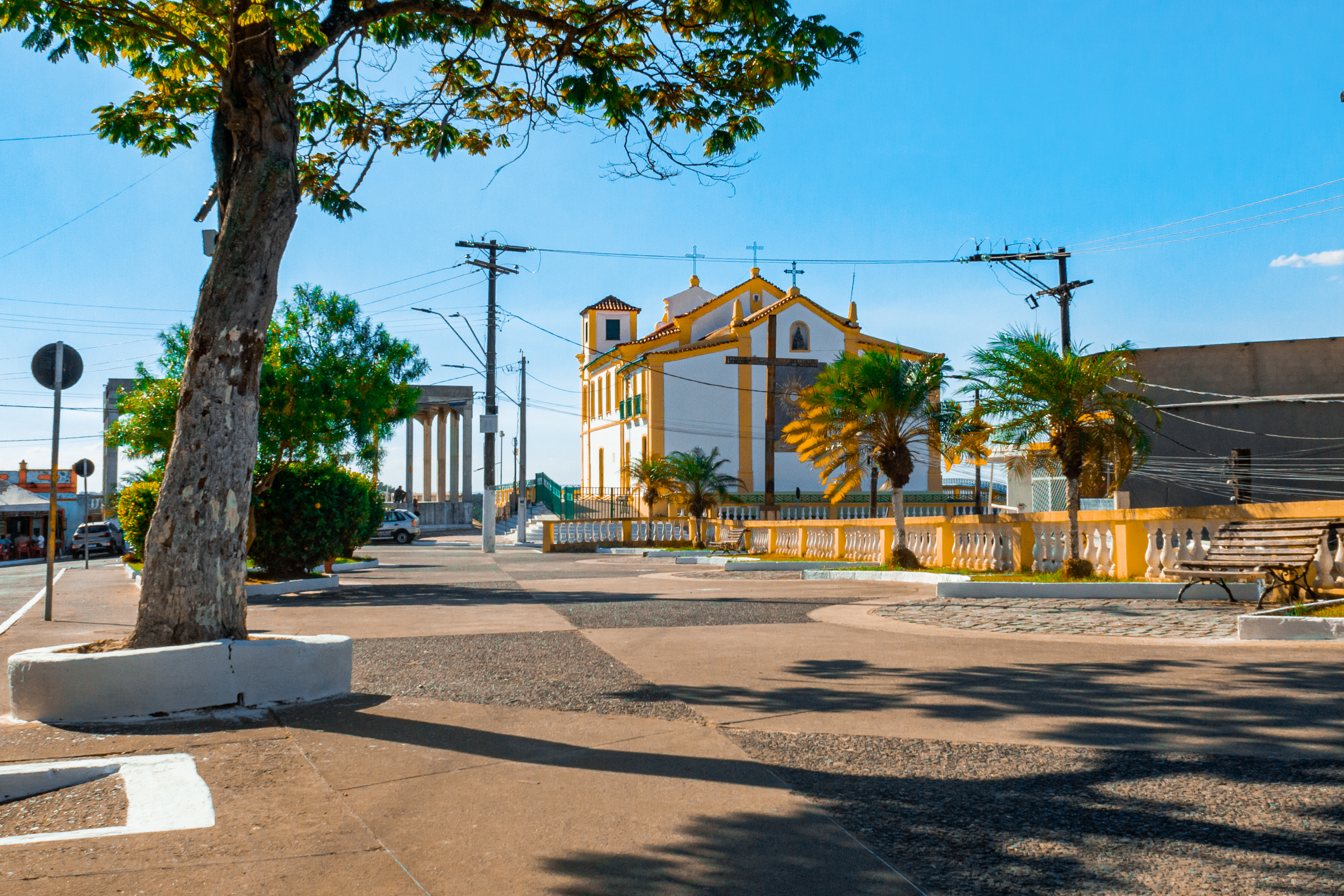
Praça e Santuário de Nossa Senhora das Candeias em 2020.

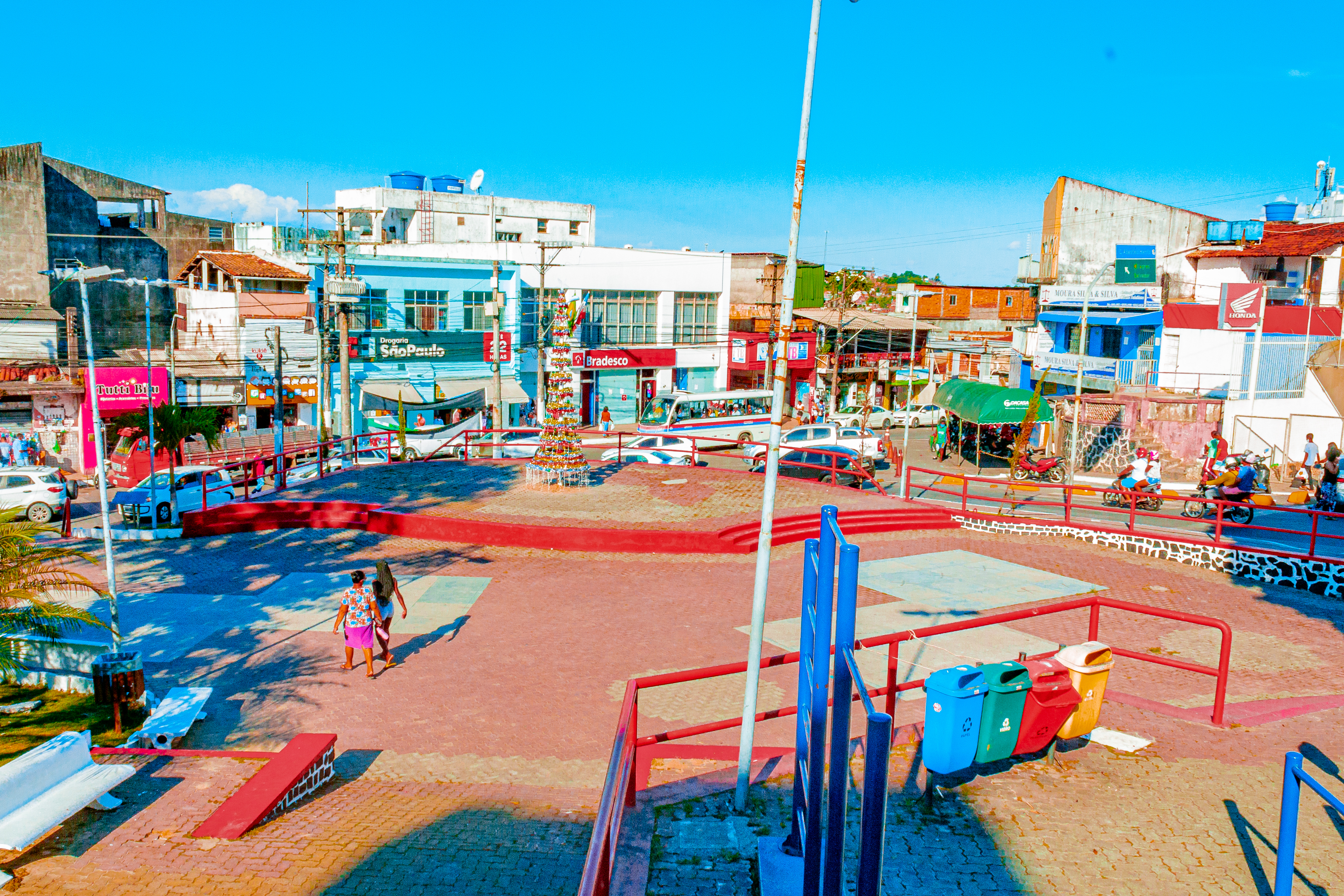
Praça Dr. Gualberto Dantas Fonte em dezembro de 2020.

A festa religiosa de Nossa Senhora das Candeias, que tem seu ponto alto no dia 2 de fevereiro, atrai milhares de fiéis todos os anos, regado a muita oração, alegria e animação.
Dentre os atrativos culturais, destaque para as construções seculares, palco de fé e religiosidade, como a Igreja Matriz de Nossa Senhora das Candeias, o Engenho Freguesia e a própria Fonte Milagrosa de Nossa Senhora das Candeias.
É também conhecida como a capital brasileira do Arrocha.
Pontos de interesse
- Fonte dos Milagres
- Filarmonica Lira Candeense[11]
- Santuário de Nossa Senhora das Candeias
- Museu Wanderley de Pinho
- Igreja de Nossa Senhora da Encarnação de Passé
- Engenho e capela de Nossa Senhora de Nazaré
- Casa de engenho Pindobas e Capela Santo Antônio
- Casa do Coronel Horácio Pinto
- Casa de Engenho do Matoim

## Política
Eriton dos Santos Ramos "Eriton Ramos" (Progressistas) é o atual prefeito, Washington Paraguaçu do Nascimento Silva "Washington de Passé" (PRD) é o atual vice-prefeito, e Rosana De Souza Silva "Rosana de Bobó" (PODE) é a atual presidente da câmara municipal de vereadores de Candeias.

### Lista de prefeitos
- Francisco Gualberto Dantas Fontes (1958) (Primeiro Prefeito da Cidade)
- Egberto de Carvalho Ferreira (1962)
- Antonio Paterson de Melo Pereira (1966)
- Alfredo da Silva Serra (1970)
- Robson Ferreira (1973)
- Matheus Fainstein (1975)
- Celino da Silva Gomes (1976)
- David dos Santos Caldeira - David Caldeira (1979 e 1988)
- Eliodoro de Jesus (1986)
- Maria Angélica Juvenal Maia de Queiróz - Maria Maia (1992)
- Antonia Magalhães da Cruz - Tonha (1996 e 2000)
- Maria Célia de Jesus Magalhães Ramos - Amiga Jú (2004)
- Maria Angélica Juvenal Maia de Queiróz (2008)
- Maria Angélica Juvenal Maia de Queiróz - (2008 e 2011)
- Francisco Silva Conceição - Sargento Francisco (2012)
- Francisco Silva Conceição (2016). Afastado em julho de 2016[12][13]
- Jorge Luiz Tavares Bordoni - Bom Jorge (2016) (interino)[14][15][16]
- Pitágoras Alves da Silva Ibiapina - Dr. Pitágoras (2017). [17]
- Eriton dos Santos Ramos - Eriton Ramos (2024). Atual

### Atuais Vereadores(Legislativo)
Atualmente a câmara de vereadores da cidade é constituída por 15 cadeiras do legislativo.
- Rosevaldo Adorno dos Santos (Rosevaldo) - Progressistas
- Rosangela de Souza Salomão (Ró Salomão) - Progressistas
- Robson de Jesus Miranda (Robinho) - PRD
- Diego Felipe Maia de Queiroz (Diego Maia) - SD
- Valdir Cruz de Jesus (Valdir Cruz) - PRTB
- Alexsandro Freitas Santos (Dr. Léo) -  Progressistas
- Rosana de Souza Silva (Rosana de Bobó) - PODE
- Silvio Cassimiro Dos Santos Correia (Silvio Correia Filho) - PV
- Valmir Gomes dos Santos (Irmão Valmir) - PDT
- Rafael Augusto Soares (Rafael Farofa) - PODE
- Cassio Vinicius Figueredo Bordoni (Cássio Vinícius) - SD
- Francisco Silva Conceição (Sargento Francisco) -
- Tânia dos Santos Maria Batista (Tânia Batista) - PV
- Davi Moura De Jesus (Davi Moura) - PL
- Joazi Farias Maia  (Joazi Maia) - PL